# Eupithecia vermiculata
Eupithecia vermiculata är en fjärilsart som beskrevs av W. Warren 1901. Eupithecia vermiculata ingår i släktet Eupithecia och familjen mätare. Inga underarter finns listade i Catalogue of Life.